# Kol (bantu jezik)
Kol jezik (ISO 639-3: biw; bekol, bikele-bikay, bikele-bikeng), nigersko-kongoanski jezik sjeverozapadne skupine porodice bantu u zoni A, kojim govori oko 12 000 ljudi (1988 SIL) u kamerunskoj provinciji East, područje Messamena.
Ima 4 dijalekta: bikele, bikeng, kol sjeverni, kol južni. Zajedno s dvanaest drugih jezika čini podskupinu Makaa-Njem (A.80). U upotrebi su i maaka [mcp] ili koonzime [ozm].

## Vanjske poveznice
- Ethnologue (14th)
- Ethnologue (15th)